# Магомедов Магомедсалам Магомедалієвич
Магомедсалам Магомедалієвич Магомедов (* 1 червня 1964, Леваши, Дагестанська АРСР, РРФСР) — російський політичний і державний діяч. Заступник керівника адміністрації Президента Росії.
Народився в сім'ї керівника Дагестану Магомедалі Магомедова.
Закінчив Російський економічний університет імені Плеханова.
В 2001—2002 роках був віце-президентом футбольного клубу «Анжі».
Обіймав різні керівні посади в Республіці Дагестан, з 2010 по 2013 очолював республіку, з 2013 року працює в адміністрації Президента Російської Федерації.
Доктор економічних наук, професор, очолював кафедру економіки і соціології праці Дагестанського державного університету. Почесний доктор наук Російського економічного університету імені Плеханова (2012).

## Цікаві факти
На посаді заступника керівника адміністрації Президента Росії відповідає за розробку закону про російську націю.

## Санкції
Магомедов Магомедсалам співробітник органу, який брав участь у формуванні, підтримці, реалізації політики Президента РФ, відповідно до якої проводились воєнні дії та геноцид цивільного населення в Україні.
24 лютого 2023 року доданий до санкційного списку США.

## Сім'я
Батько - Магомедалі Магомедович Магомедов.
Мати - Зульгіжат Магомедова
Дружина - Тамара Анварівна Магомедова.
Діти - сини: Шаміль та Ідріс, донька: Амінат.